# Atarba (Atarba) variispina
Atarba (Atarba) variispina is een tweevleugelige uit de familie steltmuggen (Limoniidae). De soort komt voor in het Neotropisch gebied.